# Trésor de Vernaison
Le trésor de Vernaison est un ensemble d’objets en bronze découvert en 1856 dans la commune de Vernaison, dans le département du Rhône. Il est conservé et exposé au musée gallo-romain de Fourvière à Lyon.

## Contenu
L'inventaire des objets en bronze est le suivant : 13 haches, 6 faucilles, 5 poignards, 3 lances, 14 grandes épingles, 29 bracelets, une pendeloque, une rouelle, un tube et un objet non identifié. L’ensemble est daté de l’âge du bronze final, vers 1100 av. J.C. 

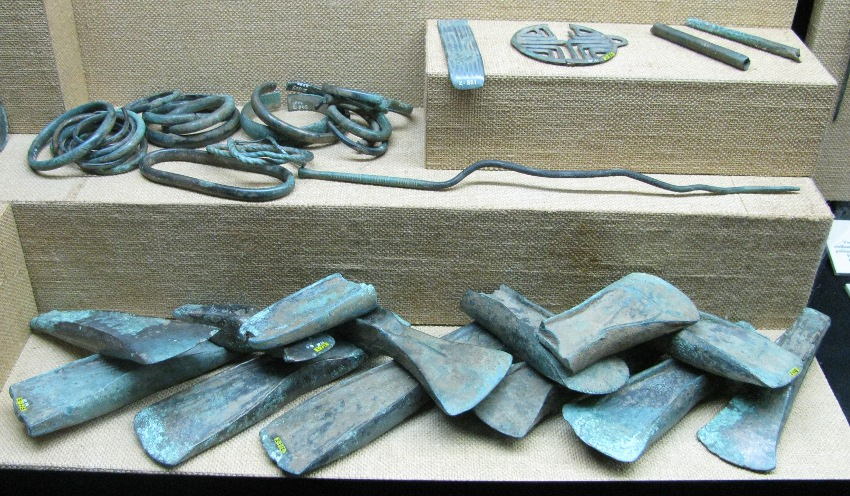
Haches de bronze
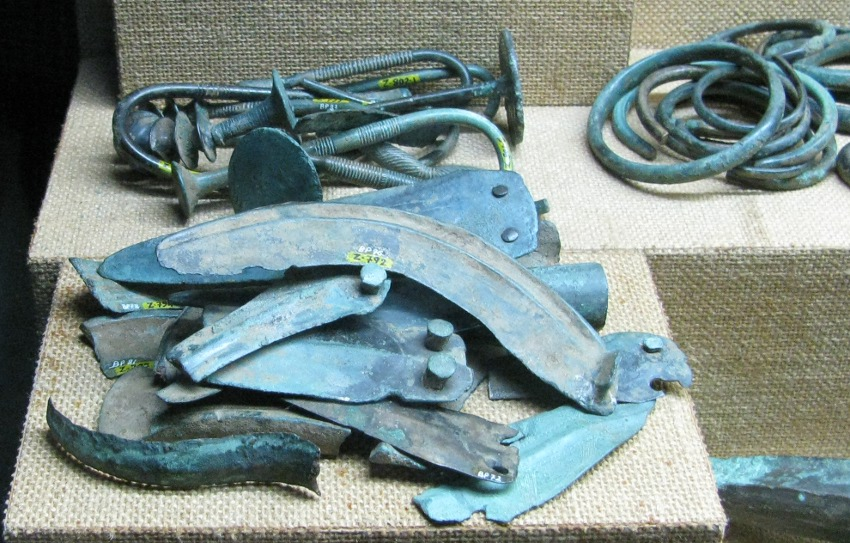
Faucilles